# Friedrich Demmer (Eishockeyspieler)
Friedrich Eduard Maria „Fritz“ Demmer (* 17. April 1911 in Wien; † 29. Jänner 1966 ebenda) war ein österreichischer Eishockeyspieler.

## Karriere
Friedrich Demmer spielte ab 1928 beim Wiener Eislauf-Verein (WEV) und gewann mit diesem mehrfach die österreichische Meisterschaft. Nach dem 1939 erfolgten Zusammenschluss von WEV und EK Engelmann Wien zur Wiener Eissportgemeinschaft spielte er dort weiter und gewann mit dieser 1940 den deutschen Meistertitel. 1941 wurde er zum Mannheimer ERC versetzt. Ab 1943 spielte er für die KSG Brandenburg/Berliner Schlittschuhclub. Nach dem Zweiten Weltkrieg spielte er ab 1946 wieder für den Wiener Eislauf-Verein, ab 1948 für die WEG, und gewann weiter österreichische Meistertitel.
International vertrat er die österreichische Eishockeynationalmannschaft bei den Olympischen Winterspielen 1936 und bei den Eishockey-Weltmeisterschaften 1930 bis 1935 sowie bei der Eishockey-Europameisterschaft 1932. Bei der Eishockey-Weltmeisterschaft 1931 gewann er mit dem österreichischen Nationalteam den Europameistertitel, bei der Eishockey-Weltmeisterschaft 1947 gewann er die Bronzemedaille.
Nach 1938 war er für die deutsche Eishockeynationalmannschaft aktiv, mit der er an der Eishockey-Weltmeisterschaft 1939 teilnahm. Nach dem Zweiten Weltkrieg spielte er wieder für die österreichische Nationalmannschaft bei den Olympischen Winterspielen 1948 sowie bei den Eishockey-Weltmeisterschaften 1947 und 1949.